# Max Ettinger
Max Ettinger (* 27. Dezember 1874 in Lemberg, Österreich-Ungarn; † 19. Juli 1951 in Basel) war ein österreichisch-deutsch-schweizerischer Komponist und Dirigent.

## Leben
Ettinger war der Enkel des Oberrabbiners von Lemberg und der Sohn des Gutsbesitzers Herz Ettinger. Seine Mutter Ernestine Landau ermöglichte ihm die erste musikalische Erziehung. Er wurde auf dem elterlichen Landgut von Hauslehrern unterrichtet und legte als Externer am altsprachlichen deutsch-polnischen Gymnasium in Lemberg die Matura ab. In Berlin bemühte er sich um die Aufnahme an der Hochschule für Musik, wurde jedoch nicht zugelassen. Privaten Unterricht erhielt er dort 1899 von Heinrich von Herzogenberg und Heinrich van Eyken in Harmonielehre und Komposition. 1900 bis 1903 studierte er an der Akademie der Tonkunst München bei Josef Gabriel Rheinberger, Viktor Gluth und Ludwig Thuille, bei letzterem anschliessend privat bis 1905. Er arbeitete 1906 als Kapellmeister in Saarbrücken und 1910 in Lübeck, gab dieses jedoch aus gesundheitlichen Gründen auf und lebte ab 1911 als Komponist wieder in München, wo er 1913 Josephine Krisack heiratete.
In den 1920er Jahren feierte er als Komponist etliche Erfolge, seine Literaturopern wurden in Nürnberg, Hamburg, München, Kiel und Leipzig aufgeführt. Auch war er in Leipzig (1920–1929) und Berlin (1929–1933) wieder als Dirigent tätig. 1933 emigrierte er wegen seiner Geburt in Lemberg mit der österreichischen Staatsangehörigkeit in die Schweiz und liess sich in Ascona nieder, wo er bereits ein Haus besass. Mit dem Anschluss Österreichs wurde er Deutscher, die deutsche Staatsangehörigkeit wurde ihm mit der Ausbürgerung jüdischer Emigranten aberkannt. Sein Haus verlor er durch einen Bankenkonkurs und erhielt Unterstützung  durch die Schweizerische Israelitische Armenpflege. Ettinger schuf Orchesterwerke, und Kammermusik, ausserdem Musik zu Kulturfilmen. Ettinger starb im Juli 1951 in Basel und wurde in Zürich beigesetzt. Seine Frau starb wenige Tage nach seinem Tod.
Der Nachlass von Ettinger befindet sich heute in der Bibliothek der Israelitischen Cultusgemeinde Zürich.

## Aufführungspraxis
Im Oktober 2024 belebte die Nürnberger Pocket Opera Company Max Ettingers Oper Der eifersüchtige Trinker wieder, die 1925 am Opernhaus in Nürnberg uraufgeführt wurde. Für die szenische Produktion im Neuen Museum Nürnberg wurde das Notenmaterial aus Ettingers Nachlass vom künstlerischen Leiter der Pocket Opera Company, Franz Killer, neu instrumentiert.

## Werke (Auswahl)
- Rialon Pantomime op. 11, München, 1911
- Judith (Libretto: Max Ettinger nach Hebbels Judith), Musikalische Tragödie in 3 Akten op. 28. (1920; 1921 Nürnberg)
- Der eifersüchtige Trinker (Libretto: Friedrich Freksa nach Boccacios Decamerone), Musikalische Tragikomödie in 1 Akt op. 14. (1925 Nürnberg)
- Juana. Oper in einem Aufzug op. 33. Dichtung von Georg Kaiser. (1925 Nürnberg)
- Clavigo. Oper in zwei Aufzügen op. 34 (sechs Bildern). Dichtung von Max Ettinger nach Goethes Clavigo. (1926 Leipzig)
- Frühlings Erwachen (Libretto: Max Ettinger nach Frank Wedekinds Frühlings Erwachen), Oper 3 Akte op. 36. (1928 Leipzig)
- Dolores (Libretto: Max Ettinger nach Émile Zola), Oper in 3 Akten op. 40 (1930/31; 1936 Wien)
- Das Lied von Moses. Oratorium. (1939) Uraufführung am 10. Dezember 1939 im Gemeindehaus der Israelitischen Cultusgemeinde Zürich unter der Leitung von Alexander Schaichet mit einem Gemischten Chor (zusammengesetzt aus dem Gesangsverein "Hasomir" und "Jüdischer Damenchor") und dem verstärkten Kammerorchester Zürich.
- Der Dybuk, Ballett (1946/47)
- Jiddisch Requiem mit Texten von Lajzer Ajchenrand und Chaim Nachman Bialik. Uraufführung 1948 (in der Tonhalle Zürich durch den Chor «Hasomir» unter Alexander Schaichet).